# Rue Mademoiselle
Rue Mademoiselle er en gade i 15. arrondissement i Paris
Gaden er navngivet med henvisning til Louise Marie Thérèse d'Artois, datter af hertugen af Berry og senere hertuginde af Parma, efter at denne havde deltaget i nedlægningen af grundstenen til Saint-Jean-Baptiste de Grenelle-kirken den 2. september 1827

## Beliggenhed
Rue Mademoiselle går fra krydset mellem Rue Cambronne og Rue Lecourbe og ca. 600 m mod vest. Den ender i Rue des Entrepreneurs ved kirken Saint-Jean-Baptiste de Grenelle. Undervejs krydser den bl.a. Rue de l'Amiral-Roussin og Rue de la Croix-Nivert. Gaden er ensrettet fra øst mod vest.
48°50′37″N 2°17′49″Ø / 48.843653°N 2.29699°Ø